# Ataque ao Hotel Radisson em Bamako
O Ataque ao Hotel Radisson em Bamako é um ataque terrorista ocorrido em 20 de novembro de 2015 no Hotel Radisson Blu em Bamako, capital do Mali. Um grupo ainda não determinado de terroristas sequestrou cerca de 170 reféns (140 hóspedes e 30 funcionários do hotel). Um balanço inicial de vítimas apontava para três mortos, sendo dois malianos e um francês e depois houve confirmação de 2 mortos entre os assaltantes do hotel, após a entrada das forças especiais malianas no hotel. Mais tarde o número de mortos foi elevado para 21 (incluindo os dois terroristas), segundo o presidente do Mali, e depois para 22.
Os terroristas terão chegado ao hotel num veículo com matrícula diplomática e disparado sobre os elementos da segurança à entrada do hotel. O grupo terrorista terá libertado alguns reféns que saberiam de cor a profissão de fé muçulmana (a Shahada) ou versículos do Corão.
Como resposta ao atentado, o governo do Mali decretou estado de emergência na nação.